# Герб городского округа «Вахрушев»
Герб муниципального образования Городской округ «Вахрушев» Сахалинской области Российской Федерации.

## Описание и обоснование символики
В червлёном (красном) поле зелёный холм с разрытым верхом, из которого возникает рука в золотом рукаве, держащая чёрный ромб, объятый золотым пламенем.
Обоснование символики герба муниципального образования «Городской округ «Вахрушев»:
а) герб муниципального образования «Городской округ «Вахрушев» по своему содержанию един и гармоничен — все фигуры герба символизируют основной профиль деятельности жителей посёлка Вахрушев:
— добыча угля открытым способом — холм с разрытым верхом;
— переработка угля — рука, держащая кусок каменного угля (ромб), объятый пламенем.
б) рука показывает трудолюбие и мастерство жителей посёлка Вахрушев, привносящих свой вклад в экономическое развитие страны;
в) чёрный цвет символизирует основное богатство недр Сахалинской земли — уголь. Чёрный цвет символ мудрости и вечности;
г) золото в геральдике символизирует богатство, справедливость, уважение, великодушие;
д) пламя в гербе имеет многогранный смысл:
— огонь, получаемый сжиганием угля, дает тепло и энергию;
— лучи пламени — лучи солнца, восход которого жители Сахалинской области встречают первыми;
е) красный цвет в геральдике символизирует труд, жизнеутверждающую силу, мужество, праздник, красоту;
д) зелёный цвет в гербе символизирует красоту Сахалинской природы.
Герб разработан Союзом геральдистов России.
Герб утверждён решением № 15/3-154 Собрание муниципального образования "Городской округ «Вахрушев» от 5 сентября 2002 года.
Герб внесён в Государственный геральдический регистр Российской Федерации под № 1011.